# Mosquée Yıldız Hamidiye
Pour les articles homonymes, voir Hamidiye.
La Mosquée Yıldız Hamidiye, appelée aussi Mosquée Yıldız (en turc : 
Yıldız Hamidiye Camii ou Yıldız Camii), est une mosquée impériale ottomane située dans le
quartier de Yıldız au sein du district stambouliote de Beşiktaş en Turquie, près du Palais de Yıldız.

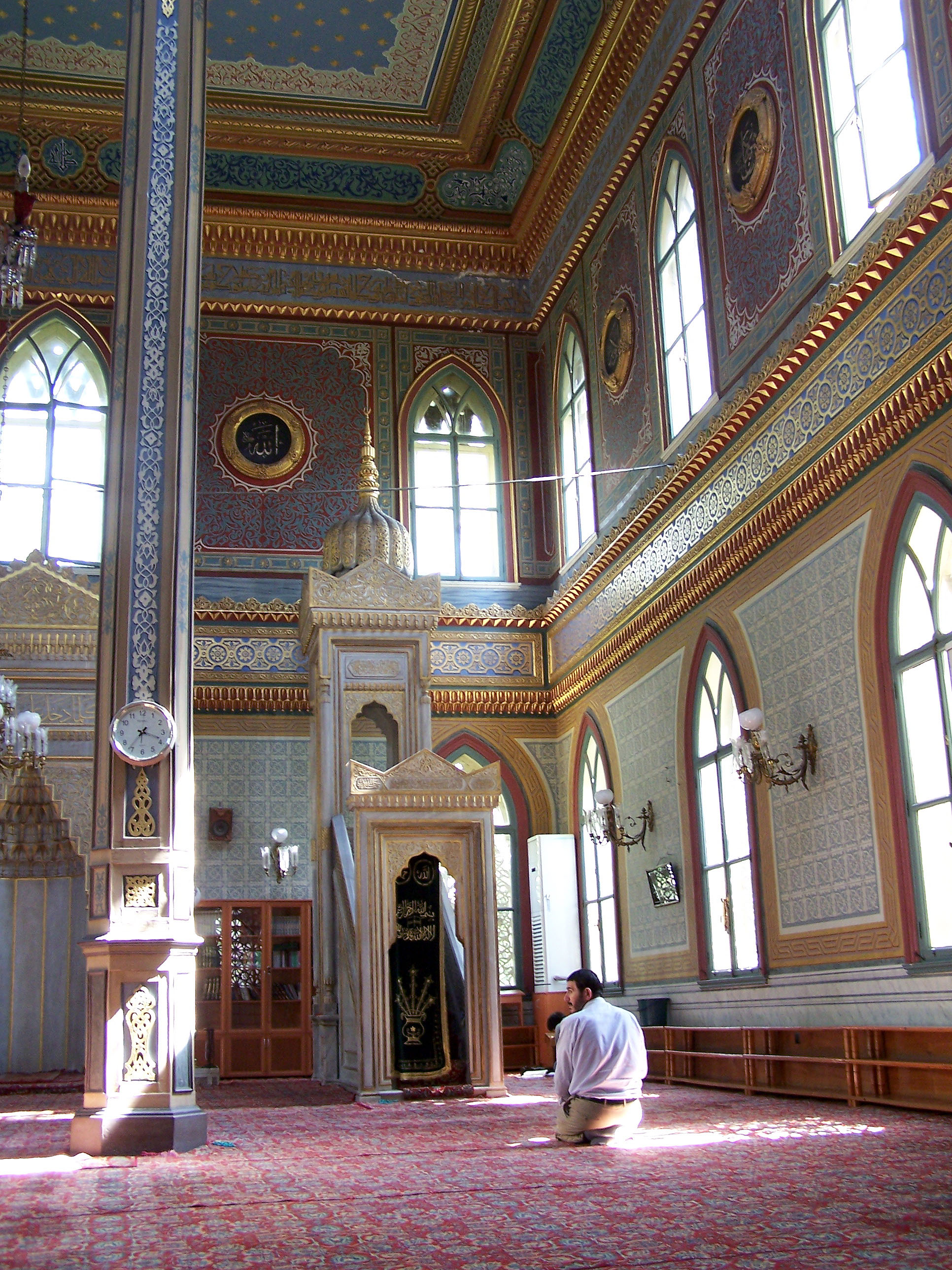
Intérieur de la mosquée, vue du minbar.
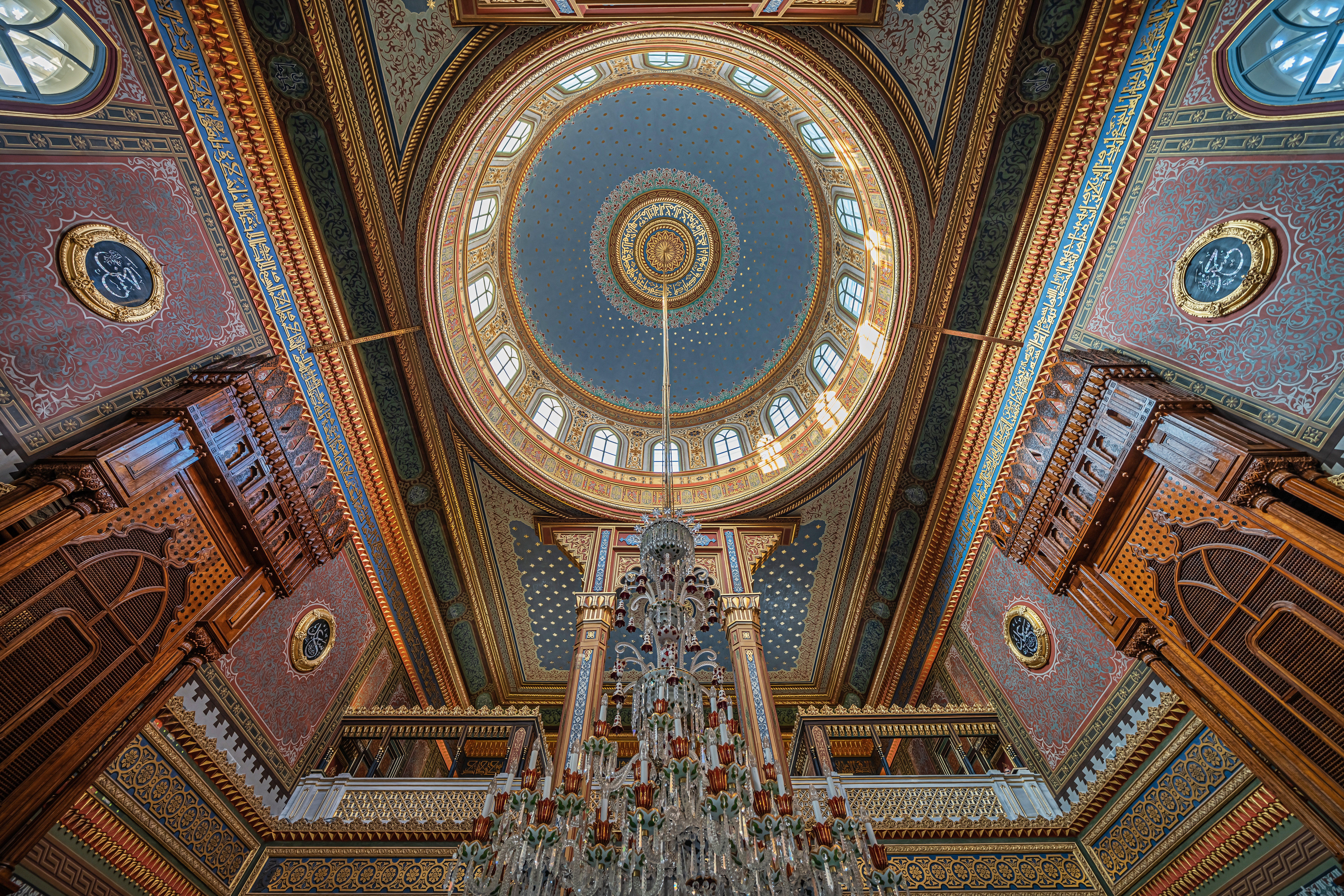
Intérieur vers le haut de la mosquée Yıldız Hamidiye. Octobre 2021.
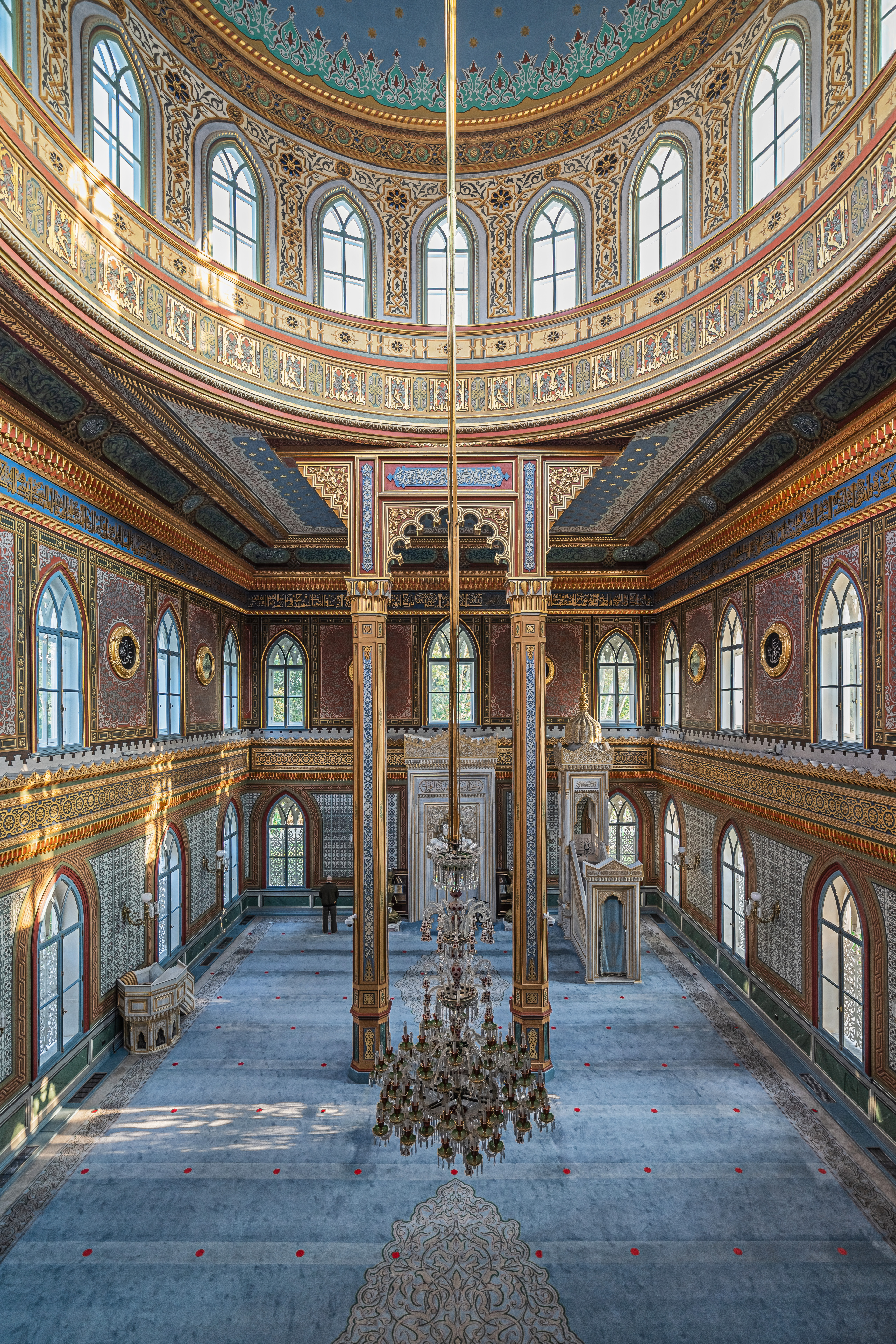
À l'intérieur de la mosquée Yıldız Hamidiye. Octobre 2021.

Sarkis Balyan, membre de la fameuse dynastie des architectes arméniens de l'empire ottoman, auteur de nombreux monuments à Istanbul, a construit cette mosquée impériale entre 1884 et 1886 pour le sultan Abdülhamid II.
Elle a été commandée par le Sultan Abdülhamid II et fut érigée de 1884 à 1886. Son plan est
rectangulaire et comporte un minaret. Le style architectural de l'édifice est un mélange de 
néo-gothique et de motifs classiques ottomans.

## Tentative d'assassinat d'Abdülhamid II
Le 21 juillet 1905, en réponse aux massacres hamidiens, des membres de la Fédération révolutionnaire arménienne tentent d'assassiner
le sultan Abdülhamid II en plaçant une calèche piégée devant la mosquée.
Bien que la bombe ait échoué à toucher le sultan en raison d'un retard imprévu, elle tue 26 personnes et en blesse 58 autres.